# Psalm 58
Psalm 58 – jeden z utworów zgromadzonych w biblijnej Księdze Psalmów. Psalm jest zaliczany do dzieł przypisywanych Dawidowi. W Septuagincie psalm ten nosi numer 57.

## Treść Psalmu
Psalm wydaje się być manifestem wymierzonym we władców świata, którzy pozornie czynią sprawiedliwość i uważają siebie za bogów. Teolog Kathleen Farmer uważa, iż treść utworu może być skierowana nawet przeciwko Dworowi Niebiańskiemu. Jako argument za słusznością powyższej tezy miał posłużyć werset 2. Kontekst zdaje się wskazywać, iż psalmista chce ujrzeć pomstę Boga na ludziach nieprawych. Wydaje się zgadzać to z ówczesną myślą dotyczącą Boga nagradzającego za dobre i karzącego za grzech. Tego typu pogląd utrzymywał się do czasów Jezusa czego dowodem może być Ewangelia Jana 9 rozdział (J,9–17). Wersety 7-10 zawierają wielokrotne złorzeczenie.

## Teologia
Psalm 58 podobnie jak 57 w nagłówku posiada zwrot „Al taszcher”, który oznacza „nie zniszcz”.
Psalm może wydawać się szokujący a jego treść sprawiać wrażenie nieprzydatnego człowiekowi wierzącemu. Kluczem do zrozumienia tekstu jest przeniknięcie do myśli ludzkiej jaka panowała za czasów psalmisty. Uważano wtedy, że Bóg wynagradza i karze ludzi już za życia.
Werset 7b – zdaje się w urągający sposób przedstawiać wrogów psalmisty. W starożytnym Izraelu Lew był symbolem siły, mocy i władzy królewskiej. Zwrot użyty przez psalmistę przyrównuje jego prześladowcę do lwiątka, które jest niegroźnym przeciwnikiem.
Werset 11 – stopy obmyję we krwi mówi o całkowitym zwycięstwie nad bezbożnym.

## Struktura Psalmu
Psalm tworzy dwuczęściową strukturę. Składa się z wersetów 2–6, 7–12. Pierwszy zawiera wielokrotne złorzeczenie, drugi mówi o wiecznym losie, tych którzy rządzą światem. Zdaje się sugerować ich upadek.